# Dipelta wenxianensis
Dipelta wenxianensis là danh pháp khoa học để chỉ một loài thực vật có hoa trong họ Kim ngân. Loài này được Yi F. Wang và Y. S. Lian mô tả khoa học đầu tiên năm 1994.

## Lưu ý
Mẫu vật của D. wenxianensis thu thập tại trấn Bích Khẩu, huyện Văn, địa cấp thị Lũng Nam, tỉnh Cam Túc cũng như mẫu vật trong hình minh họa (mẫu vật điển hình lại không xác định vị trí lấy mẫu) trong bài báo công bố với lá bắc hình khiên, vòi nhụy nhiều lông, đài hoa xẻ tới gốc và ống tràng hoa ngắn đều thể hiện các đặc trưng trung gian giữa D. floribunda và D. yunnanensis. Cũng không loại trừ là các mẫu vật trung gian khác có tồn tại. Hiện tại Plants of the World Online coi nó là loài lai ghép, với danh pháp Dipelta × wenxianensis.